# Constantia (tipografia)
Constantia é uma fonte serifada transacional.
Ela faz parte da coleção Clear Type, onde todas as fontes feitas com essa tecnologia tem nome começando com a letra C. As outras fontes da coleção Clear Type são, Calibri, Cambria, Consolas, Corbel e Candara, além da variação para símbolos matemáticos: a Cambria Math.
Constantia é uma fonte muito característica em seus detalhes, por exemplo: Ao comparar a letra C entre as fontes Constantia e Times New Roman, é visível o formato da serifa: Na Times New Roman, ela é prolongada, já na Constantia, ela é curta e triangular.